# Camptotypus arianus
Camptotypus arianus är en stekelart som först beskrevs av Cameron 1899.  Camptotypus arianus ingår i släktet Camptotypus och familjen brokparasitsteklar. Utöver nominatformen finns också underarten C. a. formosanus.